# Sebastiano Veniero
Sebastiano Veniero (ur. 1496, zm. 3 marca 1578) – doża Wenecji od 1577, admirał floty weneckiej. Uczestnik bitwy pod Lepanto.